# Most Kirowski
Most Kirowski (ros. Кировский мост) – wantowy most drogowy w rosyjskim mieście Samara, mierzący wraz z estakadami dojazdowymi około 10,88 km długości. Most budowano w okresie 2007-2014 roku z przestojami spowodowanymi zmianami i opóźnieniami finansowania mostu z budżetu federalnego. Chociaż most został ukończony i nastąpiło jego oficjalne otwarcie w dniu 10 października 2014 roku, to nie jest on udostępniony całkowicie kierowcom, ze względu na wciąż trwającą rozbudowę ciągów komunikacyjnych, w których znajduje się most. Obiekt składa się z sześciu przęseł, mierzy około 26 metrów szerokości, przez most przebiega 6 pasów ruchu, po trzy w obu kierunkach mierzących 3,75 metra każdy, oraz obustronne chodniki pieszo-rowerowe. Koszt obiektu mostowego wyceniany jest na około 12 mld rubli, a w jego skład wchodzą około 10 kilometrowa autostrada, trzy wiadukty oraz 4 wielopoziomowe węzły drogowe.